# Quintero
Quintero is een gemeente in de Chileense provincie Valparaíso in de regio Valparaíso. Quintero telde 31.923 inwoners in 2017 en heeft een oppervlakte van 148 km².

## Geboren
- Felipe Gutiérrez (8 oktober 1990), voetballer

## Foto's

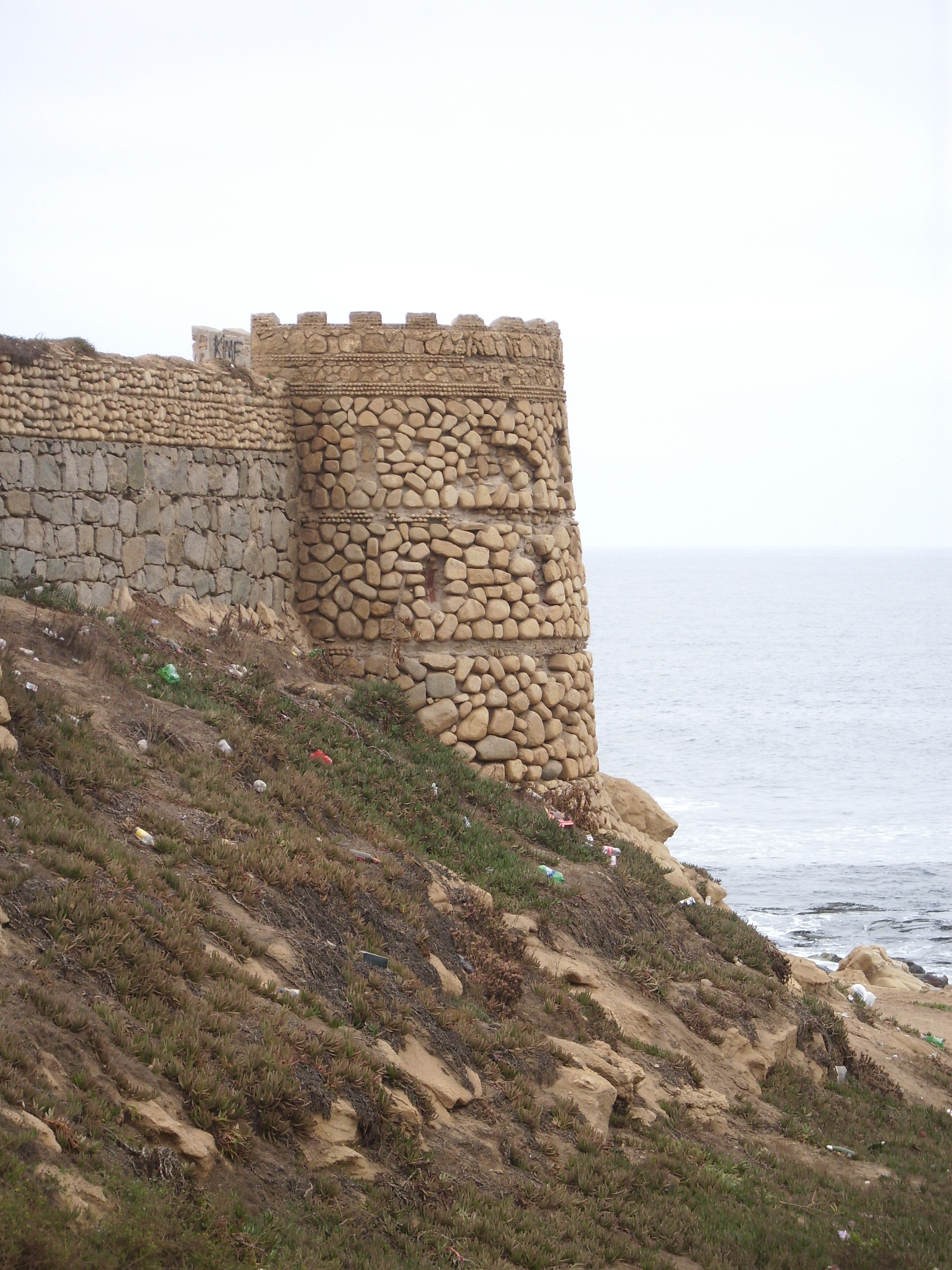
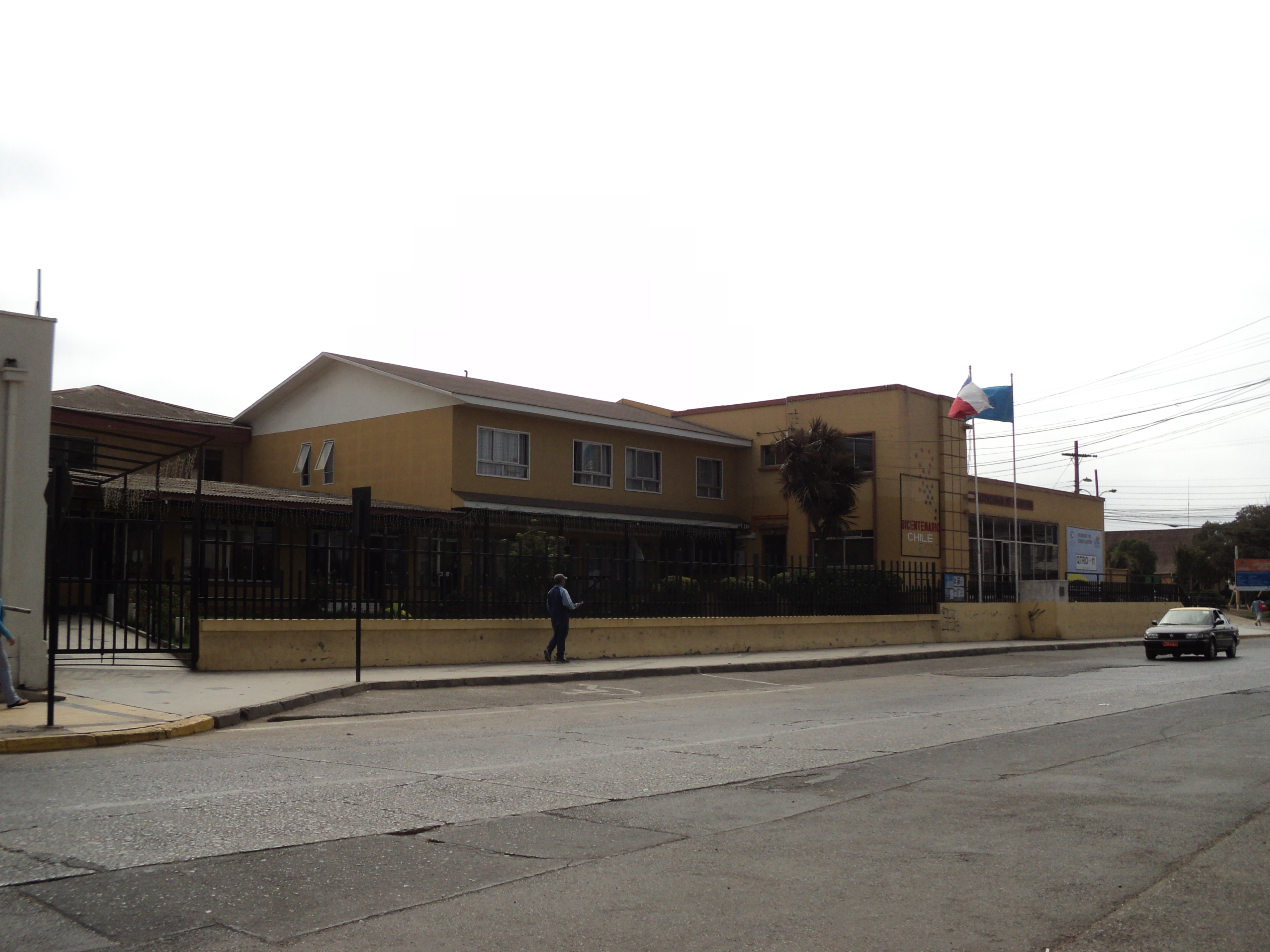